# Mesthüyük, Nurdağı
Mesthüyük là một xã thuộc huyện Nurdağı, tỉnh Gaziantep, Thổ Nhĩ Kỳ. Dân số thời điểm năm 2011 là 191 người.